# کاوینگتون (ایندیانا)
کاوینگتون (به انگلیسی: Covington) شهری در ایالت ایندیانا، ایالات متحده آمریکا است.

## جغرافیا
کاوینگتون در موقعیت ۴۰°۸′۲۶″ شمالی ۸۷°۲۳′۳۵″ غربی / ۴۰٫۱۴۰۵۶°شمالی ۸۷٫۳۹۳۰۶°غربی قرار گرفته است. این شهر مساحتی در حدود ۳ کیلومتر مربع دارد. در سرشماری سال ۲۰۱۰، جمعیت این شهر ۲٬۶۴۵ نفر اعلام شد.